# Astrid Saalbach
Gitte Astrid Saalbach Andersen, född 29 november 1955 i Søborg, Gladsaxe kommun, Danmark, är en dansk dramatiker och romanförfattare.

## Biografi
Astrid Saalbach är ursprungligen utbildad till skådespelare vid Statens Teaterskole 1978. Hon debuterade som dramatiker med radiopjäsen Spor i sandet (Spår i sanden) 1981 som uruppfördes av svenska Radioteatern. Hennes första scenpjäs, Den usynlige by, uppfördes på Folketeatret i Köpenhamn 1986. Samma år spelade Det Kongelige Teater Dansetimen. 1992–1994 var hon anställd som husdramatiker vid Århus Teater.
Hennes dramatik har med tiden blivit alltmer civilisationskritisk. Döden, undergången, skulden och den moderna människans personlighetssplittring är återkommande teman. Hon sägs skildra tillstånd av exisensiell viktlöshet. Hon är inspirerad av bland andra den tyske dramatikern Botho Strauss. Hon har befriat sig från den psykologiska realismen och sökt sig till montagets spel med motsatser.
Som prosaförfattare debuterade hon 1985 med novellsamlingen Månens ansigt. Hennes första roman, Den glemte skov, utkom 1988. Vid sidan av sitt författarskap har hon under en period varit medredaktör vid tidskriften Kritik. Hon har även under en lång period varit medlem i styrelsen för Danske Dramatikeres Forbund. 2011 blev hon invald som ledamot av Danska akademien.
Hon är gift med musikern Jens Kaas.

## Uppsättningar i Sverige
- 1981 Spår i sanden (Spor i sandet), Radioteatern, urpremiär
- 1983 Skuggornas barn (Skyggernes børn), Radioteatern, översättning Ann-Mari Seeberg, regi Anders Levelius
- 1987 Den osynliga staden (Den usynlige by), Radioteatern, översättning Tora Palm, regi Bengt Gustafsson
- 1995 Morgon och afton (Morgen og aften), Östgötateatern, översättning Ann-Mari Seeberg, regi Niels Vigild
- 1996 Morgon och afton, Riksteatern, översättning Ann-Mari Seeberg, regi Karst Woudstra, med bl.a. Gun Arvidsson
- 2001 Morgon och afton, Stockholms stadsteater, översättning Ann-Mari Seeberg, regi Carolina Frände, med bl.a. Claire Wikholm, Gunilla Röör och Per Sandberg
- 2006 Pietà, Stockholms stadsteater, översättning Staffan Julén, regi Sara Cronberg, urpremiär
- 2010 Rött och grönt (Rødt og grønt), Stockholms stadsteater, översättning Per Lysander, regi Hugo Hansén, med bl.a. Susan Taslimi, Helena af Sandeberg och Joel Spira, urpremiär
- 2010 Det kalla hjärtat (Det kolde hjerte), Teater Galeasen/Dramatiska institutet, översättning Annika Silkeberg, regi Martin Rosengardten
- 2014 Pietà, Malmö stadsteater, översättning Staffan Julén, regi Clas Göran Söllgård

### Prosa
- Månens ansigt (noveller, 1985)
- Kødet (novell, 1985)
- Den glemte skov (roman, 1988, svenska 1990 Den glömda skogen)
- Fjendens land (roman, 1994)
- Den hun er (roman, 2000)
- Fingeren i flammen (roman, 2005, svenska 2007 En lek med lågan)
- Fordrivelsen (roman, 2011)

### Dramatik
- Spor i sandet (radiopjäs, 1981)
- Bekræftelsen (radiopjäs, 1982)
- Skyggernes børn (radiopjäs, 1983)
- En verden, der blegner (TV-pjäs, 1984)
- Den usynlige by (pjäs, 1986)
- Dansetimen (pjäs, 1986)
- Myung (TV-pjäs, 1989)
- Miraklernes tid (pjäs, 1990)
- Morgen og aften (pjäs, 1993)
- Det velsignede barn (pjäs, 1996)
- Aske til aske, støv til støv (pjäs, 1998)
- Det kolde hjerte (pjäs, 2002)
- Verdens ende (pjäs, 2003)
- Pietà (pjäs, 2006)
- Rødt og grønt (pjäs, 2010)

## Priser och utmärkelser
- 1983: Nordiska radioteaterpriset
- 1987: Kjeld Abell-priset
- 1996: Holbergmedaljen
- 1999: Henri Nathansens minneslegat
- 2004: Reumert-priset för Bästa skådespel
- 2004: Nordiska dramatikerpriset
- 2012: Dan Turell–medaljen
- 2013: Søren Gyldendals Resestipendium